# Allium djimilense
Allium djimilense — вид трав'янистих рослин родини амарилісові (Amaryllidaceae), ендемік північно-східної Туреччини.

## Опис
Цибулина конічна або довгаста, 0.8–1.5 см; зовнішні оболонки витягнуті вгору на стебло, перетинчасті, розпадаються на паралельні волокна. Стебло 15–22.5 см. Листків 2, лінійно-ниткоподібні, жолобчасті, дуже тонкі. Зонтик діаметром 1.5–3 см, 5–12-квітковий. Оцвітина конічна, вузько трубчаста; сегменти блідо-рожеві, бузково-рожеві, сріблясто-рожеві або білі з фіолетовим серединною жилкою, лінійно-довгасті, 8–12 мм, тупуваті. Коробочка вдвічі більша від оцвітини.
Період цвітіння: серпень.

## Поширення
Ендемік північно-східної Туреччини.
Населяє субальпійські пасовища над і під лінією дерев, скелясті магматичні схили та осипи, щілини в не вапняних скелях, 1700–3000 м.